# Руденко Геннадій Борисович
Руденко Геннадій Борисович — український політик. Народився 10 травня 1972 р.
Колишній народний депутат України.

## Загальні відомості
Н. 10.05.1972 (м. Лохвиця, Полтавська область).
Освіта: Мелітопольський державний педагогічний інститут (1999), учитель біології; Київський національний економічний університет (2002), «Міжнародна економіка».
Народний депутат України 4-го скликання з квітня 2002 до квітня 2006, виборчій округ № 149, Полтавська область, висунутий Блоком «За єдину Україну!». «За» 22.51 %, 15 суперників. На час виборів: радник президента корпорації «Укргазконтракт» (м. Миргород Полтавської області), член АПУ. Член фракції «Єдина Україна» (05.-09.2002), член фракції СДПУ(О) (09.2002-02.2005), позафракційний (02.-09.2005), член фракції НДП і партії «Трудова Україна» (09.-10.2005). Член Комітету з питань екологічної політики, природокористування та ліквідації наслідків Чорнобильської катастрофи (з червня 2002), голова Комітету з питань екологічної політики, природокористування та ліквідації наслідків Чорнобильської катастрофи (з лютого 2003).
- 1993-1996 — головний бухгалтер приватної комерційної фірми «Кора».
- 1996-1999 — начальник управління АТЗТ «Інтергаз»; віце-президент, корпорація «Укргазконтракт»; перший заступник генерального директора ДК "Торговий дім «Газ України».
- 2000-2002 — радник президента корпорації «Укргазконтракт».

Довірена особа кандидата на пост Президента України В. Януковича в ТВО № 151 (2004—2005).
Член президії Політради Політичної партії «Трудова Україна» (04-11.2005).